# Nội các Goebbels
Nội các Joseph Goebbels là nội các được thành lập theo như ý nguyện trong di chúc của Adolf Hitler vào ngày 30 tháng 4 năm 1945. Trong di chúc, Hitler đã phong Đô đốc Karl Dönitz làm Tổng thống. Bản thân nội các này chỉ tồn tại trong thời gian ngắn, và bị kế nhiệm vào ngày 2 tháng 5 năm 1945 bởi Chính phủ Flensburg.  Lý do cho việc này là Joseph Goebbels đã tự kết liễu đời mình vào ngày 1 tháng 5 và Martin Bormann cũng làm theo như vậy vào ngày hôm sau.